# Flughafen Hualien

i7
i11
i13
| Jahr | Flugbe- wegungen | Passagiere (in 1000) | Fracht (in t) |
| ---- | ---------------- | -------------------- | ------------- |
| 1971 | 9.342            | 407                  | 2.093         |
| 1981 | 7.808            | 726                  | 1.674         |
| 1991 | 11.784           | 703                  | 2.143         |
| 2001 | 21.473           | 1.245                | 1.270         |
| 2007 | 9.479            | 566                  | 948           |
| 2008 | 7.518            | 412                  | 751           |
| 2009 | 5.005            | 255                  | 598           |
| 2010 | 5.258            | 263                  | 594           |
| 2011 | 4.938            | 251                  | 541           |
| 2012 | 5.131            | 266                  | 490           |
| 2013 | 5.299            | 280                  | 474           |
| 2014 | 4.799            | 214                  | 402           |
| 2015 | 3.402            | 119                  | 312           |
| 2016 | 5.599            | 184                  | 273           |
| 2017 | 4.522            | 235                  | 288           |
| 2018 | 4.193            | 193                  | 157           |

Der Flughafen Hualien (chinesisch 花蓮機場, Pinyin Huālián Jīchǎng, englisch Hualien Airport, IATA-Code: HUN, ICAO-Code: RCYU) ist ein kleiner Flughafen nahe der Stadt Hualien in der Republik China auf Taiwan.

## Geschichte
Der Flughafen Hualien wurde am 16. Mai 1962 offiziell eröffnet. Der Bau erfolgte im Rahmen eines Regierungsprogramms zur wirtschaftlichen Entwicklung der östlichen Regionen Taiwans und zur Förderung des innertaiwanischen Luftverkehrs. Das Flughafengelände liegt nicht im Stadtgebiet von Hualien, sondern unmittelbar nördlich daran angrenzend in der Nachbargemeinde Xincheng. Am 27. April 2001 genehmigte die Regierung die Einrichtung von Charterflug-Verbindungen zwischen Hualien und Japan. Am 18. März 2004 wurde das neue Abfertigungsgebäude des Flughafens eingeweiht und dieses nahm am 19. März 2004 seinen Betrieb auf. Das Gebäude gilt mit seiner markanten Architektur, die an einen sich mit ausgebreiteten Flügeln emporschwingenden Vogel erinnern soll, als ein architektonisches Wahrzeichen Hualiens. Es gibt Überlegungen, den Flughafen zu einem vollwertigen internationalen Flughafen auszubauen, um damit den internationalen Tourismus an der Ostküste Taiwans zu befördern. Die Fluggastzahlen sind allerdings im längerfristigen Verlauf seit 20 Jahren rückläufig. Während der Flughafen im Jahr 1971 noch 407.000 Passagiere zählte und im Jahr 1997 einen Höchststand von 1,86 Millionen erreichte, waren es im Jahr 2016 nur noch 116.000. Der Grund hierfür sind die wesentlich verbesserten Eisenbahn- und Straßenverbindungen, die dazu geführt haben, dass Hualien von den Metropolen und internationalen Flughäfen an der Westküste Taiwans in wenigen Stunden Reisezeit per Bahn oder mit dem Auto erreichbar ist. Beispielsweise ist Taipeh nur 3 Stunden Bahnfahrt von Hualien entfernt.

## Lage
Das Flughafengelände befindet sich in der Gemeinde Xincheng in unmittelbarer Nähe zur Provinz-Schnellstraße 9 und nicht weit vom Bahnhof Beipu entfernt. Zwischen dem Flughafen und dem Bahnhof Hualien besteht Linienbusverkehr.

## Fluggesellschaften und -verbindungen
Der Flughafen wird von den Fluggesellschaften Mandarin Airlines, Uni Air, Air Busan, Eastar Jet und Sky Angkor Airlines bedient. Linienflüge gibt es von Hualien nach Kaohsiung, Taipeh-Songshan, Taichung, Ulsan, Seoul und Phnom Penh.

## Zwischenfälle
- Am 13. Juni 1981 verunglückte eine Britten-Norman BN-2 Islander der Taiwan Airlines (Luftfahrzeugkennzeichen B-11108) an einem Kliff 12 Kilometer nordwestlich von Hualien während eines Taifuns, wobei beide Insassen das Leben verloren (siehe auch Flugunfall der Taiwan Airlines bei Hualien).[7]

- Am 26. Oktober 1989 ereignete sich der schwerwiegendste Unfall am oder in der Nähe des Flughafens, als eine Boeing 737-209 der China Airlines (B-180) etwa 5,5 Kilometer nördlich des Flughafens, drei Minuten nach dem Start in einer Höhe von etwa 2100 Metern über dem Meeresspiegel gegen den Berg Chiashan geflogen wurde und dort zerschellte. Dabei kamen alle 54 Flugzeuginsassen (7 Besatzungsmitglieder, 47 Passagiere) ums Leben. Als Unfallursache wurde ermittelt, dass die Piloten irrtümlich das falsche Abflugverfahren gewählt und statt einer Rechtskurve eine Linkskurve geflogen hatten. Die Unfallart war somit ein gesteuerter Flug ins Gelände (Controlled flight into terrain, CFIT)(siehe auch China-Airlines-Flug 204).[8]

- Am 24. August 1999 starb ein Passagier bei einer Explosion an Bord einer McDonnell Douglas MD-90-30 der Uni Air (B-17912) während der Landung. Die Explosion war mutmaßlich durch das Mitführen entzündlicher Flüssigkeit im Handgepäck verursacht worden (siehe auch Uni-Air-Flug 873).[9]